# Quartier Normand
Das Quartier Normand  ist ein in einer ehemaligen bayerischen, später französischen Kaserne entstandenes Wohnviertel in Speyer mit einer Fläche von ca. 13 ha. Besonderheit ist, dass es unter nachhaltigen Aspekten und Gesichtspunkten der Energieeffizienz saniert und ausgebaut wurde und die Wohnungen an neue energetische und umweltfreundliche technische Standards angepasst wurden.

## Lage
Das Quartier Normand befindet sich im südlichen Innenstadtbereich zwischen dem historischen Stadtkern (ca. 10 Gehminuten) und der Bundesstraße 39. Über letztere ist es an das örtliche bzw. überörtliche Straßennetz gut angebunden. Außerdem kann in westlicher Richtung über diese die Bundesstraße 9 und in östlicher Richtung die Rheinbrücke mit der Bundesautobahn 61 erreicht werden.
Es ist sowohl von der Stadt als auch von der Umgehungsstraße aus sehr gut erreichbar. Im unmittelbaren Umfeld befinden sich weitere intakte Wohngebiete, ein Kindergarten, das Diakonissenkrankenhaus sowie das Seniorenheim der Diakonie. In der Nähe liegen auch der Dompark und die Rheinpromenade. Der innerstädtische Erholungsraum „Feuerbachpark“ grenzt unmittelbar an das Stadtviertel an.

## Geschichte
Der Kasernenbereich geht auf eine in den 1880er Jahren erbaute, denkmalgeschützte bayrische Kaserne zurück. Nach dem Zweiten Weltkrieg wurde die Kaserne durch die französischen Streitkräfte übernommen.
Die Kaserne war bis 1997 in Betrieb und wurde dann nach Abzug der französischen Streitkräfte geschlossen. Die Stadt Speyer erwarb die Militärfläche 1998. Daraufhin wurde das Gelände aufgrund militärischer Altlasten aufwendig saniert und entwickelt. Besondere Bedeutung kam dem Viertel wegen seiner innenstadtnahen Lage zu. Die Entwicklungsplanung wurde mittels eines Wettbewerbs durchgeführt, bei dem die Architekten Prof. Günter Telian und Gerhard Lehmann zunächst ein Viertel mit ausschließlich erstklassigen Wohnungen vorsahen. Der Vorschlag wurde jedoch verworfen und zugunsten nachhaltiger Aspekte umgearbeitet.
In der Zeit als Kaserne dominierte der Komplex das Stadtbild als abgeriegeltes Quartier. Erst durch die Übernahme durch die Stadt Speyer und die Umwidmung wurde der Komplex zur Stadt hin geöffnet, wodurch sich neue städtebauliche Möglichkeiten ergaben.

## Bauform und Besonderheiten
Hauptsächliches Ziel der Sanierung war es den Flair der denkmalgeschützten Gebäude mit nachhaltigen und ökologischen Aspekten der Stadtplanung zu verbinden. Die Gebäude entstanden dabei unter dem Motto „Villa im Park“. Es ist durch seine einzigartige Mischung zwischen Wohn- und Freiflächen für alle Bevölkerungsschichten geprägt.
Im denkmalgeschützten Ensemble der ehemaligen Kaserne Normand wurden verschiedene moderne Stadthäuser sowie Wohnraum in einer parkähnlichen Landschaft erstellt. Telian und Lehmann gestalteten insbesondere den Innenbereich der ehemaligen Kasernenanlage zu einem parkähnlichen Freiraum mit 15 punktförmigen Stadthäusern um. Die alten Stadthäuser am Rand wurden von einem Investor aufwendig und herrschaftlich hergerichtet. Im Viertel befinden sich hauptsächlich Lofts mit einer Größe zwischen 140 und 190 m².
Das Viertel selbst wird durch eine Ringstraße, welche an das städtische Straßennetz angeschlossen ist, erschlossen.
Die Wohnungen sollen vor allem Rentnern und Familien mit Kindern dienen. Dadurch ergibt sich im Viertel auch eine breite Fächerung der Gesellschaftsschichten und Altersgruppen, wodurch eine stärke Kommunikation zwischen diesen Gruppen stattfinden kann.

## Energieversorgung
Das Quartier Normand war unter dem Titel zukunft haus ein Modellprojekt der Deutschen Energie-Agentur (dena). Ziel war es ein Viertel zu verwirklichen, in dem die Häuser 50 % weniger Energie verbrauchen, indem durch gute Dämmung Energie eingespart werden kann und ein Großteil der Energie vor Ort durch Erneuerbare Energien erzeugt wird.
Bei der Projektplanung spielte die energetische Sanierung des Vierteles eine herausragende Rolle. Dazu wurden die Eingänge neu konzipiert, Fenster restauriert und stärkere Wärmedämmung in die Gebäude eingebaut, ohne jedoch die alte Bausubstanz zu zerstören. Jeder Gebäudeteil verfügt seither über einen eigenen Eingang, inklusive Fahrstuhl.
Durch die CO2-neutrale Versorgung des Viertels besteht ein großes Energieeinsparpotenzial. Die bereits vorhandene Architektur spielt dabei eine entscheidende Rolle. Durch neue Innendämmung können die Innenräume ohne Probleme im originalen Zustand erhalten werden. Die Dämmung erfolgte vor allem durch Mineralwolle von 10 cm an den Wänden und 24 cm an den Dächern. Auch die Decken in den Gebäuden wurden teilweise gedämmt, meist mit 13 cm dicker Mineralwollschicht. Alle Wohneinheiten verfügen über eine dezentral geregelte Lüftungsanlage mit Wärmezurückgewinnung. Außerdem wurden neue denkmalgerechte Fenster eingebaut.
Bei der neuen Technisierung des Viertels wurden auch Solarzellen und ein Blockheizkraft in die Bebauung integriert, sodass die erwähnte CO2-neutrale Versorgung gesichert ist (Rohstoffe: Solarkraft und Biomasse).
Der Primärenergiebedarf beträgt 81,36 kWh/km² im Jahr. Daraus ergibt sich ein Endenergiebedarf von 51,2 kWh innerhalb von zwei Jahren.
Die allgemeine Energieversorgung (Abwasser, Strom etc.) erfolgt über eine Versorgungsleitung in der Paul-Egell-Straße durch die Stadtwerke Speyer.

## Finanzierung
Das Viertel wurde hauptsächlich von EU-Fördermitteln finanziert.

## Kritik
Trotz der Vorteile für die Umwelt hinsichtlich Energieeffizienz und Nachhaltigkeit ist das Viertel aufgrund seiner hohen Wohnpreise zu kritisieren.